# متحف معقل الزعيم
متحف معقل الزعيم هو المتحف الذي أقيم بالمنزل الذي كان يقيم فيه الزعيم الحبيب بورقيبة قبل الاستقلال. ويعود بالنظر إلى المعهد الوطني للتراث. ويقع هذا المتحف بالساحة التي تحمل اسم معقل الزعيم والتي كانت تسمى سابقا رحبة الغنم. وهو بذلك يوجد بنفس الساحة التي تقع بها جامعة الزيتونة وغير بعيد عن مقر جامعة تونس.